# تشارلز جيم كامبل
تشارلز جيم كامبل (بالإنجليزية: Charles C. Campbell (general))‏ (و. 1948 – 2016 م) هو ضابط برتبة فريق أول من الولايات المتحدة الأمريكية . ولد في شريفبورت وتوفي فيها.

## التعليم
تعلم في جامعة ولاية لويزيانا.

## الخدمة العسكرية
خدم في القوات البرية للولايات المتحدة.

## جوائز
حصل على جوائز منها:
- Distinguished Service Medal
- وسام "العمل الشجاع في الحرب الوطنية العظمى 1941-1945
- ميدالية النجمة البرونزية
- Defense Superior Service Medal
- وسام الاستحقاق.